# Sankt Erik (1559)
Sankt Erik var ett av svenska flottans örlogsskepp och bestyckat med 90 kanoner. Hon var amiral Klas Horns amiralsskepp och deltog som sådant i samtliga sjöslag under sjötågen 1565 och 1566.
Fartyget färdigställdes 1559 på Björkenäs skeppsgård strax norr om Kalmar och deltog i Erik XIV:s friarexpedition, då han dock utan framgång lät ett ombud segla till England, för att å hans räkning fria till "jungfrudrottningen" Elisabeth. I övrigt var Sankt Erik ett välbyggt och framgångsrikt skepp tills hon slutade sina dagar 1585. Då blev hon upphuggen och resterna sänktes i Kalmars hamn.

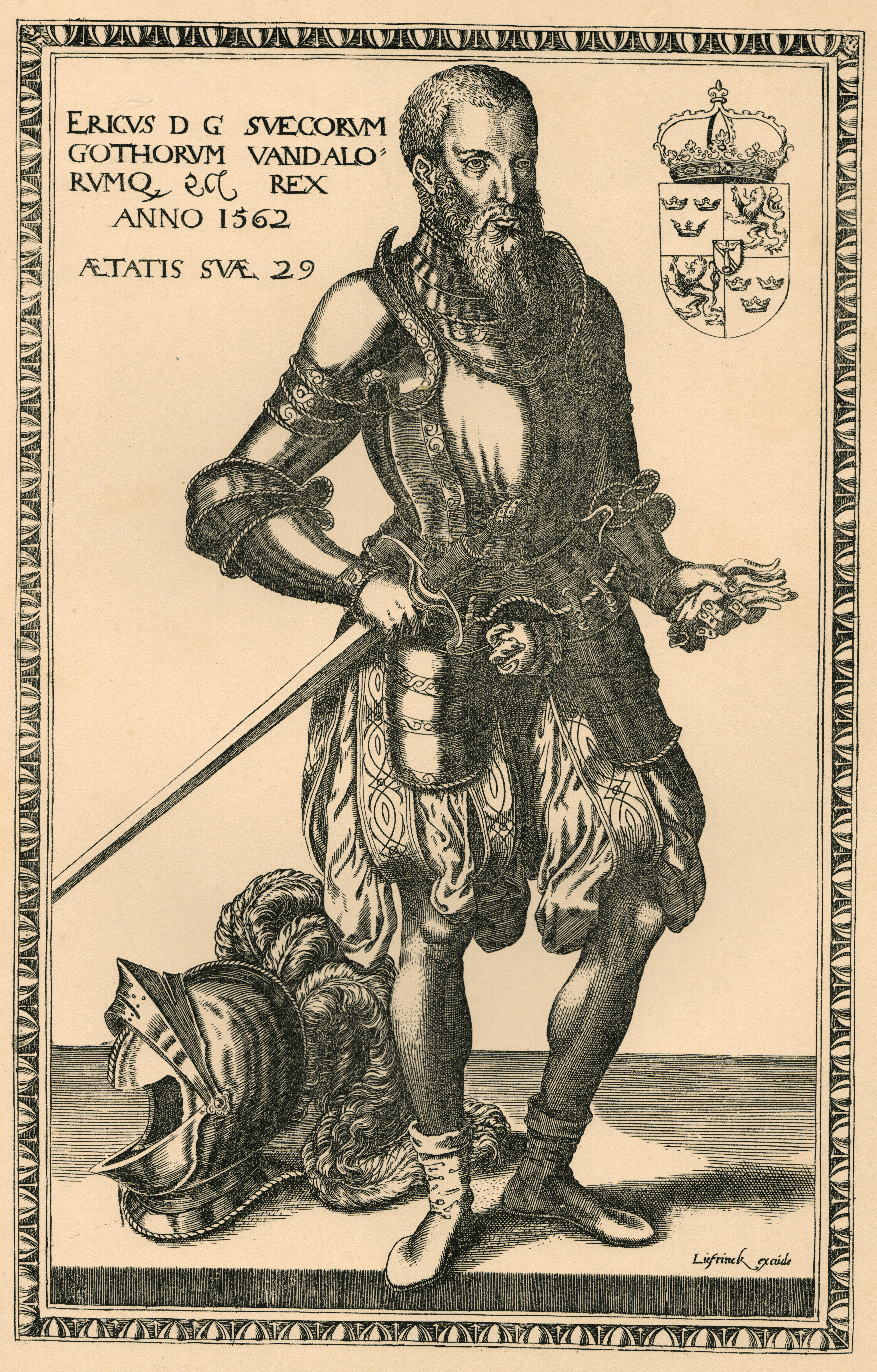
Erik XIV, kopparstick, sannolikt graverat av Frans Huys cirka 1560.

Beträffande namnet så blev skeppet inte uppkallat efter Erik XIV, utan efter Erik den helige, ett medeltida helgon som blev Sveriges kung redan på 1100-talet.